# 沿口古镇
沿口古镇是一座位于四川省武胜县沿口镇的古镇，始建于宋代，称封山镇，现多为明清建筑。古镇总长约4公里，面积约0.5平方公里。它是嘉陵江流域第二大回民聚居地，现为广安市和武胜县文物保护单位。
沿口古镇的繁荣得益于优越的地理位置，曾是重要的物资集散地和水码头。1953武胜县治由中心镇迁来此地，古镇成为全县的政治、经济、文化中心所在地。但由于古镇地势较低，多次遭遇嘉陵江洪水入侵，从80年代开始，处于山凹的县城外迁发展，古镇建筑得以保存完好。